# DNS sinkhole
Un DNS sinkhole (conosciuto in inglese anche come sinkhole server, Internet sinkhole o Blackhole DNS è un server DNS che restituisce un falso risultato quando si chiede di risolvere un nome di dominio.

## Descrizione
Un sinkhole è un server DNS che fornisce falsi risultati a sistemi che cercano informazioni DNS, dando quindi la possibilità a un utente malintenzionato di reindirizzare un sistema a una destinazione potenzialmente dannosa. Storicamente, però, i DNS sinkhole sono stati utilizzati anche per scopi non dannosi.
Quando un computer visita un server DNS per risolvere un nome di dominio, il fornitore restituirà un risultato, se possibile; in caso contrario, delegherà il sistema di risoluzione a un fornitore di livello superiore per la risoluzione. Più alto è un DNS sinkhole in questa catena, più richieste riceverà e più vantaggioso sarà l'effetto che fornirà.

### Disabilitazione a livello di rete
Un sinkhole è un server DNS standard che è stato configurato per distribuire indirizzi non instradabili per tutti i domini nel sinkhole, di modo che ogni computer che lo usa non riesca ad accedere al sito reale. Più in alto si trova il sinkhole nella catena di risoluzione DNS, più richieste bloccherà poiché fornirà risposte a un numero maggiore di server DNS inferiori che a loro volta serviranno un numero maggiore di client. Alcune delle botnet più grandi sono state rese inutilizzabili da sinkhole TLD che coprono l'intera Internet. I DNS sinkhole sono efficaci nel rilevare e bloccare il traffico dannoso e vengono utilizzati per combattere i bot e altro traffico indesiderato.

### Disabilitazione a livello di host
Per impostazione predefinita il file host locale su un computer Microsoft Windows, Unix o Linux viene controllato prima dei server DNS e può essere utilizzato anche per bloccare i siti allo stesso modo.

## Applicazioni
I sinkhole possono essere utilizzati sia in modo costruttivo, come è stato fatto per il contenimento delle minacce WannaCry e Avalanche, sia in modo distruttivo, interrompendo ad esempio i servizi DNS in un attacco DoS.
Un uso tipico è il blocco delle botnet, che taglia fuori i nomi DNS che la botnet è programmata a utilizzare per il suo coordinamento. L'utilizzo però più comune di un sinkhole basato su file host è il blocco dei siti di pubblicazione di annunci. Il blocco della pubblicità può anche essere effettuato utilizzando un server DNS in esecuzione sul proprio computer locale o sulla propria rete locale (ad esempio tramite Pi-hole) in modo da inibire gli annunci per tutti i dispositivi sulla rete.